# Referendum costituzionale a Malta del 1964
Il referendum costituzionale a Malta del 1964 si svolse tra il 2 e il 4 maggio per approvare o respingere la nuova Costituzione.
La consultazione vide prevalere i sì con 54,5% dei voti permettendo così alla Carta fondamentale di entrare in vigore il 21 settembre 1964. Si trattò a tutti gli effetti di un referendum sull'indipendenza di Malta.

## Quesito
Il quesito referendario era il seguente: 
Approvi la costituzione proposta dal Governo di Malta, adottata dall'Assemblea Legislativa e pubblicata nella Gazzetta Ufficiale di Malta?

## Risultato
| Sì              | 65 714  | 54,47 |  |  |  |  |  |  |
| No              | 54 919  | 45,53 |  |  |  |  |  |  |
| Totale          | 120 633 | 100   |  |  |  |  |  |  |
|                 |         |       |  |  |  |  |  |  |
| Voti non validi | 9 016   | 6,95  |  |  |  |  |  |  |
| Votanti         | 129 649 | 79,66 |  |  |  |  |  |  |
| Elettori        | 162 743 |       |  |  |  |  |  |  |